# Aeródromo Robinson Crusoe
El aeródromo de Robinson Crusoe (OACI: SCIR) es el único aeródromo del archipiélago de Juan Fernández, Chile, ubicado al sudoeste de la bahía de Cumberland. Este aeródromo es de carácter público.

## Historia

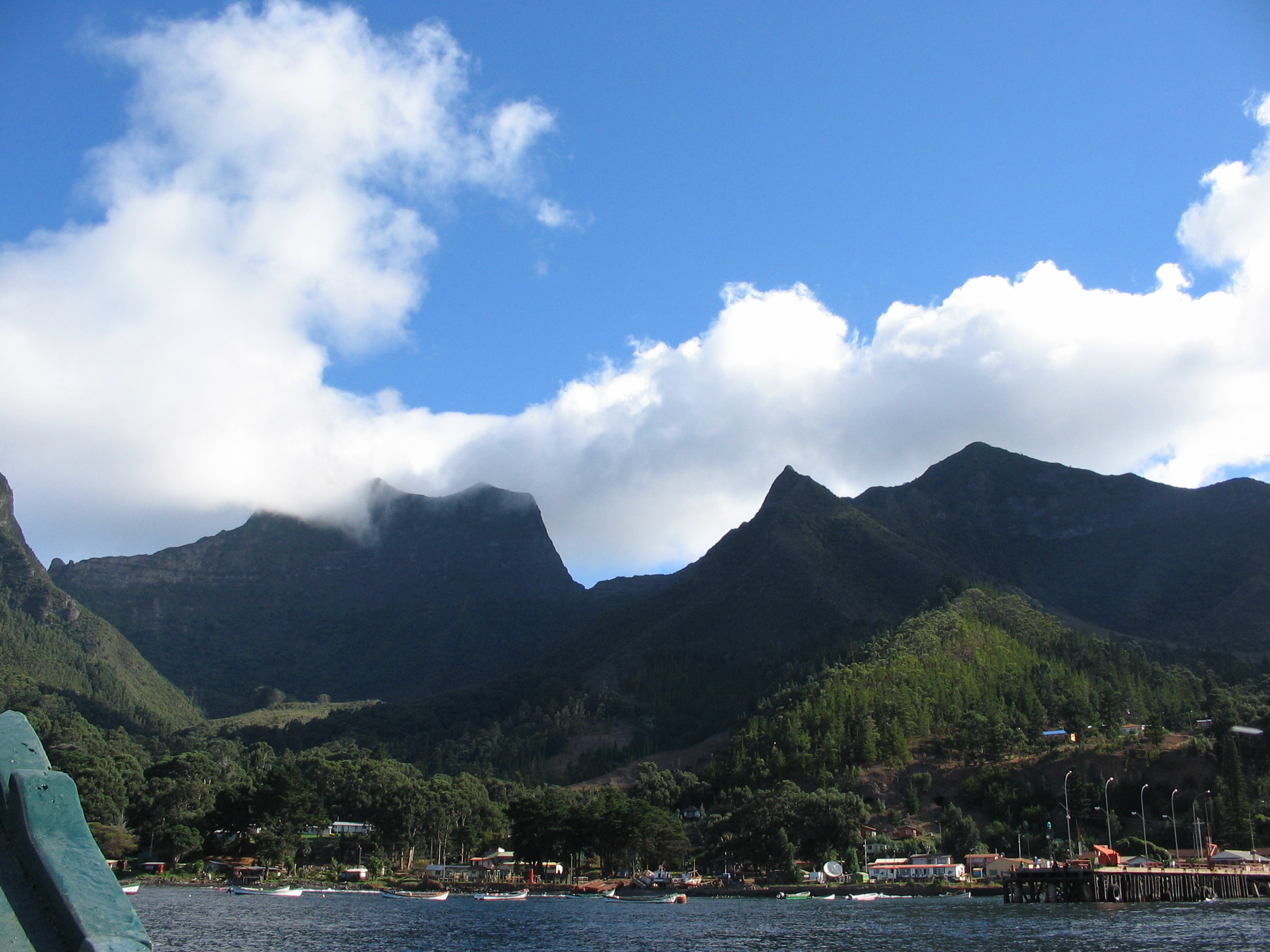
El poblado de San Juan Bautista en la Isla Robinson Crusoe.

En 1966, los pilotos pioneros, Carlos Griffin y Eduardo Martínez Sanz, junto con los pobladores y el Grupo de Villagra, despejaron de piedras y obstáculos la única planicie posible para una eventual pista de aterrizaje, de no más de 600 metros de longitud, en la cima de una meseta.

## Datos actuales
Actualmente, la pista cuenta con una elevación de 433 pies por sobre el nivel medio del mar, con un largo de 1007 × 18 metros, con una superficie de asfalto. Esta pista no cuenta con torre de control, ni iluminación nocturna, ni sistemas de aproximación, ni camino hacia el poblado de San Juan Bautista, por lo que solamente puede ser utilizada para vuelos en condiciones VMC diurnas.
En 2011 este aeródromo fue considerado uno de los aeródromos más difíciles para aterrizar en Chile.

## Líneas aéreas
Actualmente, los principales operadores con destino a Robinson Crusoe son LASSA, ATA y AEROCARDAL.
- Aerocardal
  - Santiago, Chile / Aeropuerto de Pudahuel

- ATA Airlines
  - Santiago, Chile / Aeródromo Eulogio Sánchez
  - Valparaíso, Chile / Aeropuerto Torquemada

- Aerolíneas Lassa
  - Valparaíso, Chile / Aeropuerto Torquemada

## Accidentes e incidentes
- El 6 de octubre de 1972, se produjo el accidente del bimotor de Taxpa en el océano Pacífico, dejando 8 personas desaparecidas. El aeródromo Robinson Crusoe era el destino del vuelo.
- El 29 de enero de 1992, el Cessna T310P con matrícula CC-CID se estrelló al aterrizar. El vuelo era de transbordador y sólo llevaba una persona a bordo.[3]
- El 2 de septiembre de 2011, ocurrió el accidente del C-212 Aviocar de la Fuerza Aérea de Chile, el mayor accidente en el archipiélago, en el que viajaban personas muy conocidas a nivel nacional (Felipe Camiroaga, Roberto Bruce y otras tres personas de Televisión Nacional de Chile; Felipe Cubillos y otras cinco personas de la ONG Desafío Levantemos Chile; dos miembros del Consejo Nacional de la Cultura y las Artes y ocho miembros de la Fuerza Aérea de Chile). Los 21 pasajeros fallecieron.[4]
- El 15 de septiembre de 2011, el cabo Manuel Vera Abello de la Fuerza Aérea de Chile sufrió un accidente fatal con un avión de Havilland Canada DHC-6 Twin Otter en la pista del aeródromo Robinson Crusoe, en labores de búsqueda de víctimas y restos del accidente del C-212 Aviocar de la Fuerza Aérea de Chile.